# Nørre Fjand
Nørre Fjand (parfois appelé Fjand tout court) est un quartier résidentiel de la municipalité de Holstebro, dans le Jutland central au Danemark.

## Géographie
Le quartier est situé sur une pointe qui s’avance dans la partie sud-ouest du fjord de Nissum, en face de l’île de Fjandø qui se trouve 2 km au nord-est de Nørre Fjand. L’île de Fjandø de 40 hectares est inhabitée mais elle est un sanctuaire d’oiseaux, dont l’accès n’est pas autorisé au public.
Nørre Fjand est situé à l’ouest de Nørhede. Nørre Fjand est situé à proximité de la lande Helmklit, ainsi que près du port de plaisance Helmklink Havn. L’église de Sønder Nissum est située à 3 km au sud-est de Nørre Fjand, et le village de Thorsminde est situé à 6 km au nord de Nørre Fjand.
La péninsule de Nørre Fjand est délimitée à l’ouest par des pentes recouvertes de bruyère, tandis que le côté est de la péninsule se compose de vastes prairies du côté sous le vent d’ouest dominant. À plusieurs endroits de la péninsule, le sable s’est accumulé en dunes qui sont maintenant envahies par la végétation ou plantées. Sur les falaises recouvertes de bruyère poussent des bosquets de chênes épars. Le long de la côte, il y a des roselières et des fourrés de saules.
Nørre Fjand dispose de nombreuses maisons de vacances ainsi que d’une grande plage de sable nommée Spidsbjerg. Pour ceux qui préfèrent se baigner dans la mer du Nord plutôt que le fjord, celle-ci n’est pas loin du tout, et la côte ouest du Danemark offre de grandes plages bordées de dunes,.

## Histoire
Le toponyme Fjand est connu à partir de 1424 sous le nom de Fyænlde, probablement issu du vieux danois Fiallændi, composé de fjeld « champ extérieur » et lænde « étendue de terre ». Autour de la dune « Skindbjerg », une colonie de l’âge du fer a été trouvée. Certaines parties ont déjà été fouillées. Lors des fouilles, les archéologues ont trouvé plus de 50 maisons, dont plusieurs ont été construites sur les vestiges de maisons plus anciennes. Les fouilles ont été menées à plusieurs reprises depuis les années 1930, et ont fourni des connaissances précieuses sur la vie des agriculteurs et des pêcheurs de l’âge du fer, il y a 2000 ans. Le village a été étudié dans les années 1930, c’est-à-dire avant que la force des machines ne soit utilisée, et il n’a donc pas pu être fouillé dans son intégralité. Apparemment il n’y avait pas de règles fixes pour l’emplacement des fermes ou d’une place centrale ouverte. Une cinquantaine de maisons ont été fouillées, dont la construction s’étendait sur deux cents ans. Il n’y avait qu’une seule grande maison longue, une ferme avec des quartiers d’habitation et une étable plus grande. Parallèlement à cette maison longue plus grande, il existait des maisons longues plus petites avec de petites écuries ainsi que de très petites maisons sans écuries. La grande maison longue était située au centre de la colonie, et autour d’elle se trouvaient les autres maisons plus petites. La base de l’économie de la grande ferme était l’élevage de bovins, mais la pêche jouait également un rôle important pour toutes les fermes de la petite communauté. Des traces en ont été retrouvées sous la forme des nombreuses pierres d’immersion des filets qui se trouvaient à l’extérieur comme à l’intérieur des maisons. La pêche dans le fjord de Nissum voisin devait être d’une importance cruciale dans la vie quotidienne, parallèlement à l’agriculture.